# San Sebastián Tecomaxtlahuaca
San Sebastián Tecomaxtlahuaca là một đô thị thuộc bang Oaxaca, México. Năm 2005, dân số của đô thị này là 6916 người.